# Isa Kremer
Isabelle Yakovlevna Kremer (21 de octubre de 1887 - 7 de julio de 1956), más conocida como Isa Kremer, fue una soprano de ascendencia judía rusa que obtuvo la ciudadanía de Rusia, Estados Unidos y Argentina. Primero llamó la atención cuando era adolescente por su poesía revolucionaria que fue publicada en un periódico de Odesa. Comenzó su carrera profesional como cantante de ópera en Europa durante la segunda década del siglo XX. En el momento de su traslado a los Estados Unidos en 1924, había abandonado su carrera en la ópera en favor de actuar como solista de concierto y recitalista.
Como recitadora, Kremer no solo cantó obras del repertorio clásico, sino que también interpretó música folklórica de una variedad de países y en muchos idiomas. Posiblemente fue la primera mujer en interpretar una canción en yidis en el escenario de una concierto. En 1927 comenzó a actuar como artista de vodevil mientras continuaba actuando extensamente como recitalista. En 1938, se mudó a Argentina, donde vivió los últimos 18 años de su vida. En 2000, su vida fue el tema de un documental televisivo titulado Isa Kremer: The People's Diva, transmitido por The Jewish Channel.

## Primeros años y carrera en Europa

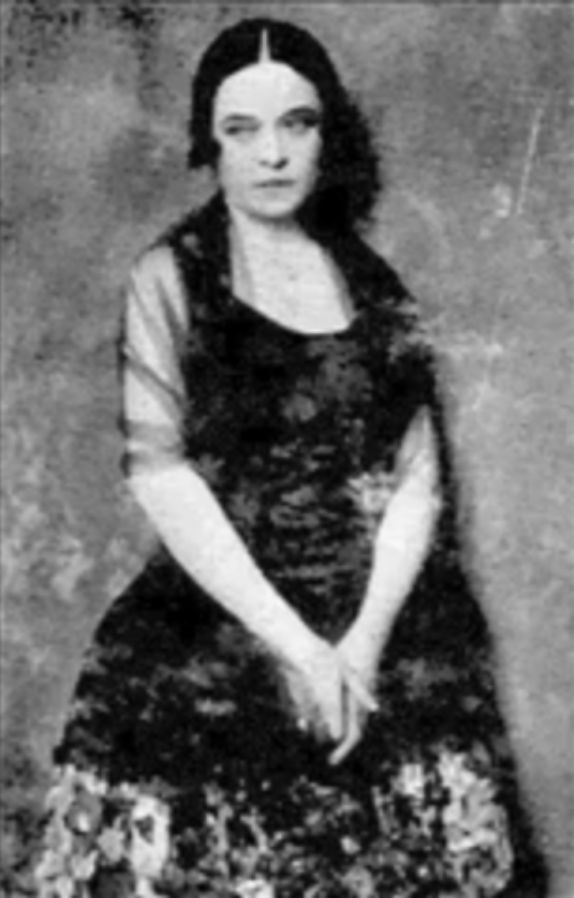
Isa Kremer en 1915.

Kremer nació de padres judíos en la ciudad de Belz, que entonces era parte del territorio conocido como Besarabia bajo el dominio imperial ruso. Su padre, Jacob Kremer, era un maestro de provisiones en el ejército del zar Nicolás II. Su madre, Anna Kremer (née Rosenbluth), era amante de la música y le transmitió ese amor a su hija. La familia era parte de la clase burguesa e Isa fue criada bajo el cuidado de una institutriz y asistió a una escuela privada operada por la Iglesia Ortodoxa Rusa. La familia se mudó a Odesa cuando Isa tenía 12 años.
Cuando era adolescente, Kremer comenzó a trabajar como poeta; escribiendo poesía revolucionaria para un periódico en Odesa. El editor del periódico, Israel Heifetz, se interesó en Kremer y le proporcionó los fondos para continuar sus estudios de ópera con Pollione Ronzi en Milán de 1902 a 1911. Se vio obligada a dejar de estudiar y comenzar a concertar cuando el negocio de su padre fracasó; su madre vino a ella en Italia y ella los apoyó a ambos. Hizo su debut profesional en la ópera en 1911 en el Teatro Ponchielli en Cremona como Mimí en La bohème de Giacomo Puccini, junto al Rodolfo de Tito Schipa. Luego estuvo activa como artista principal en el Teatro Mariinsky (entonces conocido como la Ópera de Petrogrado) en San Petersburgo, donde protagonizó varias operetas y fue escuchada en varias obras del repertorio de conciertos. Algunos de los papeles que cantó allí fueron Dolly en Endlich allein de Franz Lehár, Elvira en Die ideale Gattin de Lehár, Helen en Polská krev de Oskar Nedbal y Laura en Der Bettelstudent de Carl Millöcker. Más tarde estuvo activa en el Teatro Bolshói de Moscú en 1915.
En 1914, Kremer regresó a Odesa y durante dos años apareció en papeles en el Teatro de Ópera y Ballet de Odesa; incluyendo retratar a Mimí y el papel de Violetta en La traviata de Giuseppe Verdi. «Fue allí donde descubrió por primera vez que su talento para el canto no era el más adecuado para las arias y recurrió a la música popular en yidis y otros idiomas.» Ella se volvió muy activa en los círculos intelectuales, y se hizo amiga íntima de Sholem Aleijem, Jaim Najman Biálik, Mendele Mocher Sforim y Mark Warshawski. Fue Bialik quien la inspiró a comenzar a coleccionar música yidis e incluirla en sus conciertos. Hasta este punto, la música yidis había sido interpretada únicamente por hombres, generalmente jazanes, dentro de los conciertos. Ella dio su primer concierto folklórico en Moscú y fue un gran éxito; desde allí fue a Turquía y luego viajó por Polonia, Alemania, Francia, Inglaterra y otros lugares.
Se casó con Israel Heifetz, editor judío ruso de Odessa News, que era 27 años mayor que ella. Su matrimonio produjo una hija, Toussia, que nació el 18 de mayo de 1917. En 1922, Kremer llegó a Estados Unidos, donde sus conciertos tuvieron mucho éxito. M. Osherovitsh escribió: «Escuchar a Isa Kremer cantar canciones populares yidis es imprescindible para la intelectualidad judía.»
Mientras que Odesa era su hogar, Kremer también actuó activamente como artista invitada en toda Europa en conciertos, operetas y óperas durante la segunda década del siglo XX. Entre los papeles en su repertorio escénico estaban Tatyana en Eugene Onegin de Piotr Ilich Chaikovski y las heroínas del título en Manon de Jules Massenet y Madama Butterfly de Puccini. Mientras estaba de gira por Constantinopla en 1917, se produjo la revolución rusa, que resultó ser una mala fortuna para Kremer y su familia, conocidos partidarios de Aleksándr Kérenski. La propiedad de la familia en Odesa fue confiscada, Heifetz fue encarcelado, y su hija, la institutriz y los padres de Kremer tenían prohibido salir de la ciudad. Kremer finalmente pudo escapar junto a su familia fuera de la ciudad a Polonia en 1919. Al año siguiente logró sobornar a los funcionarios de la ciudad para liberar a su esposo de la cárcel. Mientras se desarrollaba este drama familiar, ella hizo varias grabaciones en Constantinopla con Orfeon Records entre 1918 y 1920.
Después de que Kremer y su familia se reunieron en Polonia en 1920, la familia vivió brevemente en Berlín, pero finalmente se estableció en París, Francia. Poco después, Kremer se separó de su esposo. Más tarde, Heifetz murió mientras estaba prisionero en el campo de concentración nazi del Fuerte de Breendonk durante la Segunda Guerra Mundial. En 1922, Kremer realizó una gira de conciertos por Polonia que incluyó actuaciones de canciones judías. Un año más tarde, le dijo a Jessie Abrams del The Canadian Jewish Chronicle que al llegar a Varsovia, su concierto programado provocó un motín antisemita fuera de la Sala de Conciertos Filarmónica. Los disturbios, dijo más tarde, y otras experiencias de antisemitismo en Europa, la llevaron a mudarse a los Estados Unidos.

## Vida y carrera en los Estados Unidos

Fotografía de Isa Kremer tomada por George Grantham Bain en la década de 1920.

Kremer viajó por primera vez a los Estados Unidos en el otoño de 1922; llegando a la ciudad de Nueva York, donde firmó un contrato con el impresario Sol Hurok. Hizo su aclamado debut en un concierto estadounidense en el Carnegie Hall el 29 de octubre de 1922. Finalmente se mudó a los Estados Unidos con su hija y sus padres en 1924, para en última instancia convertirse en ciudadana estadounidense. Apareció regularmente en conciertos en Nueva York en el Carnegie Hall y la Manhattan Opera House durante las siguientes dos décadas, haciendo su última aparición en Nueva York el 3 de diciembre de 1950 en el Carnegie Hall. Ella era conocida principalmente en los Estados Unidos como cantante de folk; interpretando canciones populares en inglés, francés, alemán, italiano, polaco, ruso y yidis. El 27 de septiembre de 1927 hizo su debut en vodevil en el Palace Theatre. Ese mismo año hizo películas para Vitaphone. Más tarde protagonizó un musical en un teatro en la Segunda Avenida en el distrito de los teatros yidis en 1930 frente a Seymour Rechzeit que se tituló The Song of the Ghetto. Una de las canciones del musical, "Mayn shtetele Belz", fue escrita para ella por el compositor judío estadounidense Alexander Olshanetsky. La canción era sobre su ciudad natal y se hizo bastante famosa. También hizo grabaciones en los Estados Unidos con Brunswick Records y Columbia Records.
Mientras vivía en los Estados Unidos, Kremer continuó viajando extensamente por todo el mundo durante las décadas de 1920 y 1930. Dio giras por los Estados Unidos, Canadá, Europa, África, Palestina y América Latina. En muchas ocasiones, se enfrentó al antisemitismo; pero a pesar de esto continuó incluyendo canciones judías en casi todos sus conciertos. Insistió notablemente en incluir canciones en yidis en sus conciertos en la Jüdischer Kulturbund de Berlín, una institución creada con el consentimiento de los nazis con el propósito de presentar actuaciones para la población judía después de que los artistas judíos ya no podían ser contratados en "teatros arios". En 1931, Chappell & Co. publicó en Londres un libro de veinticuatro canciones populares yidis que lleva el nombre de la popular serie de conciertos de Kremer, A Jewish Life in Song.

## Últimos años en Argentina
En 1938, Kremer emigró a la Argentina. Allí conoció al elogiado psiquiatra dr. Gregorio Bermann, quien operaba con alto éxito en Buenos Aires. La pareja vivió juntos en Argentina hasta la muerte de Isa de cáncer de estómago a la edad de 69 años en Córdoba, Argentina, en 1956, aunque nunca se casaron. Su hija, Toussia, permaneció en los Estados Unidos, casándose con el dr. Kermit Pines de Nueva Jersey.
En Argentina, Kremer sufrió muchas dificultades. Bermann era socialista y cercano al partido comunista, y el presidente Juan Domingo Perón puso en la lista negra a ambos esposos. Bermann fue arrestado en 1943. Como resultado, experimentaron serias dificultades financieras y acoso político durante las décadas de 1940 y 1950. Muchos de sus conciertos en ese país durante esos años fueron por beneficios que ayudaron a víctimas de los nazis o a trabajadores en huelga. Varios de estos conciertos se dieron en colaboración con la escritora republicana española exiliada María Teresa León. En 1946, Kremer visitó Palestina y cantó allí en yidis, aunque muchos se opusieron al uso del idioma. En 1951, todavía pudo hacer una gira por Europa, dando concierto para sus seguidores, pero en 1956 ya estaba enferma de cáncer de estómago.  Después de su muerte, sus archivos fueron donados al Instituto de Investigaciones Judías en Buenos Aires. Incluyen su amplio repertorio de conciertos de música folklórica; que abarca obras en un total de 24 idiomas.